# Simulium naturale
Simulium naturale es una especie de insecto del género Simulium, familia Simuliidae, orden Diptera.
Fue descrita científicamente por Davies, 1966.